# Encholirium horridum
Encholirium horridum é uma espécie de planta do gênero Encholirium e da família Bromeliaceae. 
Encholirium horridum é uma espécie típica dos inselbergues da Floresta Atlântica, onde forma grandes populações, especialmente nos estados de Minas Gerais e Espirito Santo. Também é encontrada do sul da Bahia e no noroeste do Rio de Janeiro, mas nestes estados suas populações são mais raras.

## Taxonomia
A espécie foi descrita em 1940 por Lyman Bradford Smith. 

## Forma de vida
É uma espécie rupícola e herbácea. 

## Descrição
Pode ser facilmente reconhecida pela presença de folhas arqueadas com margem densamente espinescentes; inflorescência geralmente ampla, composta (duplo recamo heterotérmico); flores amarelas e sementes longo-causadas. 
| Caule                        | Caule                              |
| ---------------------------- | ---------------------------------- |
| rizoma                       | acaule                             |
| Folha                        |                                    |
| indumento face abaxial       | esparso lepidota                   |
| indumento face adaxial       | glabra                             |
| posição lâmina               | arqueada                           |
| tamanho do acúleo            | menor que largura da lâmina foliar |
| Inflorescência               |                                    |
| bráctea mediana do pedúnculo | menor que entrenó                  |
| inflorescência               | composta                           |
| tamanho da bráctea floral    | menor que o pedicelo               |
| Flor                         |                                    |
| pedicelo                     | presente                           |
| cor da pétala                | amarela                            |
| forma da pétala              | oval                               |
| posição pétala na antese     | não sobreposta                     |
| posição dos estame na antese | exserto                            |
| posição do estigma na antese | exserto                            |
| Semente                      |                                    |
| forma                        | longo caudada                      |

## Conservação
A espécie faz parte da Lista Vermelha das espécies ameaçadas do estado do Espírito Santo, no sudeste do Brasil. A lista foi publicada em 13 de junho de 2005 por intermédio do decreto estadual nº 1.499-R. 

## Distribuição
A espécie é encontrada nos estados brasileiros de Bahia, Espírito Santo, Minas Gerais e Rio de Janeiro. 
A espécie é encontrada no domínio fitogeográfico de Mata Atlântica, em regiões com vegetação de vegetação sobre afloramentos rochosos.